# Dòng tia
Dòng tia là các luồng gió thổi nhanh trong các dòng hẹp tồn tại ở khí quyển của một số hành tinh, như Trái Đất, hay Sao Mộc. Trên Trái Đất, các dòng tia chính nằm ở độ cao ở đỉnh tầng đối lưu thổi theo hướng từ tây sang đông, và có đường đi uốn lượn. Trong khí quyển Sao Mộc, các dòng tia nằm ở ranh giới các vành đai tối màu và các đới sáng màu, chạy vòng quanh Sao Mộc theo các vĩ tuyến song song với xích đạo.
Trên Trái Đất, các dòng tia có thể xuất hiện rồi biến mất, có thể tách thành hai hoặc nhiều phần, hoặc có thể nhập lại từ nhiều dòng, và có thể chảy theo nhiều hướng, trong đó có thể có những dòng tia chảy theo hướng ngược lại so với những dòng tia khác. Trên Sao Mộc, các dòng tia tồn tại lâu dài và ít có biến động trong luồng chảy.
Trên Trái Đất, những dòng tia mạnh nhất là những dòng tia cực, ở 9–12 km (30.000–39.000 ft) trên mực nước biển, rồi đến những dòng tia cận nhiệt đới hơi yếu hơn một chút và ở độ cao lớn hơn, tại 10–16 km (33.000–52.000 ft). Bán cầu Bắc Trái Đất và Bán cầu Nam Trái Đất đều có những dòng tia cực và dòng tia cận nhiệt đới riêng. Dòng tia cực ở bán cầu bắc chảy ở các vĩ độ đi qua Bắc Mỹ, Châu Âu, và Bắc Á và các đại dương, còn dòng tia cực ở bán cầu nam chỉ chảy phía trên Nam Cực quanh năm. Ngoài ra, các dòng tia khác yếu hơn cũng có thể xuất hiện, ví dụ tại vùng nhiệt đới bán cầu bắc vào mùa hè, ở độ cao mà khí nóng khô gặp khí ẩm. Trên Sao Mộc, những dòng tia mạnh nhất nằm ở rìa Đới Xích đạo và hai Vành đai Nhiệt đới.
Trên Trái Đất, các dòng tia được sinh ra do hai nguyên nhân: sự làm nóng khí quyển bởi bức xạ Mặt Trời gây ra các vòng hoàn lưu cực, vòng hoàn lưu Ferrel, và vòng hoàn lưu Hadley, và tác động của lực Coriolis lên những dòng khí chuyển động. Lực Coriolis là hệ quả của sự tự quay quanh trục của hành tinh. Dòng tia cực được hình thành gần vùng tiếp giáp giữa vòng hoàn lưu cực và vòng hoàn lưu Ferrel; còn dòng tia cận nhiệt đới nằm ở biên giới giữa vòng hoàn lưu Ferrel và vòng hoàn lưu Hadley. Trên Sao Mộc, cơ chế sinh ra các dòng tia vẫn chưa rõ, dù đã có những lý thuyết "nông" và "sâu" được xây dựng. Trên những hành tinh khác, có thể nội nhiệt, thay vì bức xạ Mặt Trời, gây ra các dòng tia.

Chuyến bay xuyên Thái bình dương đi và về sẽ chọn 2 tuyến khác nhau: tuyến Vòng tròn lớn (thật sự ngắn hơn nhưng lại chậm hơn) khi bay hướng tây tới Tokyo nhưng lại theo tuyến Dòng tia khi bay hướng đông tới Los Angeles (dài hơn một chút nhưng thuận gió nên lẹ hơn) để tiết kiệm thời gian, nhiên liệu, và chi phí.

Vị trí của các dòng tia trên Trái Đất có thể hỗ trợ dự báo thời tiết. Các dòng tia trên Trái Đất có ý nghĩa quan trọng với ngành hàng không, khi máy bay bay cùng chiều với dòng tia sẽ tiêu thụ ít nhiên liệu, tiết kiệm thời gian và chi phí, hơn hẳn so với máy bay bay ngược chiều dòng tia. Nên nhớ rằng những dòng tia dùng trong ngành hàng không để tiết kiệm thời gian, không phải là những dòng tia cận nhiệt đới vì chúng yếu và ở độ cao lớn, không thuận tiện (33.000–52.000 ft), mà là những dòng tia cực, mạnh đáng kể và ở độ cao thuận tiện hơn (30.000–39.000 ft). Đường bay Bắc Đại Tây Dương biến động theo luồng chảy của dòng tia là một ví dụ cho thấy các hãng hàng không và các đơn vị điều khiển không lưu phối hợp để tận dụng các dòng tia cho lợi ích của các chuyến bay. Đã có những ý tưởng khai thác năng lượng gió của các dòng tia, tuy nhiên chúng chưa được thương mại hóa.